# Семнадцатый трансатлантический
«Семнадцатый трансатлантический» — советский чёрно-белый широкоэкранный художественный фильм на тематику Великой Отечественной войны, снятый режиссёром Владимиром Довганем на киностудии имени Александра Довженко в 1972 году.
Премьера фильма состоялась 16 октября 1972 года. Фильм посмотрели 10,2 млн зрителей.

## Сюжет
Фильм посвящён советским, английским и американским морякам, погибшим в июле 1942 года в конвое PQ-17.
Транспортные корабли стран антигитлеровской коалиции, направляющиеся из Исландии в Мурманск, подверглись атаке со стороны немецких сил. Под охраной английских кораблей, транспорты были вынуждены вести неравный бой и лишь немногие из них добрались до пункта назначения, включая судно «Кузбасс». Несмотря на трудности, экипаж советского судна под руководством капитана Лухманова смог спасти судно и завершить миссию.

## В ролях
- Борислав Брондуков — Семячкин, рулевой «Кузбасса», комендор по боевому расписанию
- Ольга Матешко — Ольга Петровна
- Александр Ануров — британский капитан
- Алексей Чернов — Синицын (Ермолаич), стармех «Кузбасса»
- Александр Лазарев — Лухманов, капитан транспорта «Кузбасс»
- Владимир Наумцев — командующий
- Алексей Кожевников — кок «Кузбасса», комендор по боевому расписанию
- Валерий Бабятинский — Митчелл, лейтенант, представитель Флота Его Величества на борту транспорта «Кузбасс»
- Константин Параконьев — Савва Иванович, помполит «Кузбасса»
- Валерий Ольшанский — Алексей Птахов, старпом «Кузбасса», ставший капитаном транспорта «Голд Стелла»
- Юрий Комаров — доктор
- Виктор Жовтый — Марченко, радист-сигнальщик
- Сергей Зинченко — Сергуня Кочетов, моторист
- Александр Чумак — первый лорд адмиралтейства
- Юрий Сдобников — коммодор английского адмиралтейства

## Съёмочная группа
- Режиссёр: Владимир Довгань
- Сценарист: Константин Кудиевский
- Оператор: Вадим Верещак
- Художник: Виталий Шавель
- Звукорежиссёр: Георгий Парахников
- Композитор: Владимир Дашкевич
- Директор картины: Давид Яновер